# Альбуркерке, Жуан Афонсу
Жуан Афонсу де Альбукерке, по-испански Хуан Альфонсо де Альбукерке, по прозвищу «аль-дель-Атаюд» (порт. João Afonso de Albuquerque, исп. Juan Alfonso de Alburquerque; 1304 — 28 сентября 1354) — португальский аристократ, 6-й сеньор де Альбуркерке (1329—1354), проницательный политик и потомок королевских домов Португалии и Кастилии по внебрачной линии.
Сеньор д’Альбуркерке, сеньор де Азагала, Кодосера, Алькончель-де-Ариса, Медельин, Менесес и Тьедра, альферес (знаменосец) короля Кастилии и Леона Альфонсо XI (1333—1336), канцлер Кастилии (1350—1353), а старший майордом инфанта Педро, позднее короля Педро I Кастильского, который подозревается в том, что он отравил Жуана Афонсу в 1354 году.

## Происхождение семьи и ранние годы
Его отец, Афонсу Саншес (1289—1329), был первенцем и любимым сыном короля Португалии Диниша I, который имел его вне брака с Альдонсой Родригес Тела. Тереза Мартинс де Менесес, его мать, была дочерью Жуана Афонсо Тело, первого графа Барселуша, и Терезы Санчес, незаконнорожденной дочери Санчо IV Храброго, короля Кастилии и Леона . Тереза пережила своего мужа почти на двадцать лет.
Жуан Афонсу де Альбукерке вырос в Лиссабоне в доме Жуана Симана де Урро, который в 1314 году подарил ему некоторые владения в городе и в Аленкере.

## Фаворит Педро Жестокого
Жуан Афонсу поселился в Кастилии около 1330 года, он появляется часто в королевских грамотах, как в декабре его двоюродного брата, короля Альфонсо XI, а также в качестве репетитора, а позднее майордома инфанта Педро, которому едва исполнилось пятнадцать лет, когда умер его отец. Жуан Афонсу сформировал тесные отношения с молодым королем, как его любимый и один из самых влиятельных политиков в королевстве. Он также был канцлером короля Альфонсо XI и во время правления его сына Педро I Жестокого.
Когда в 1351 году началась сессия кортесов в Вальядолиде, Жуан Афонсу находился на вершине своей власти и имел большое влияние на принимаемые решения. Меры были приняты, чтобы защитить торговлю с Фландрией, чтобы организовать розыск преступников, попытка нормализовать нестабильное экономическое положение путем контроля цен и жалованья, и для подготовки переписи на Behetrías (общин с правом выбирать себе сеньора), что привело к разработке Бесерро-де-лас-Behetrías-де-Кастилья, подробного описание этих сообществ и их соответствующих сеньоров.
Он также сыграл ключевую роль в организации брака молодого короля Педро I Жестокого с Бланш, дочерью Петра I, герцога Бурбонского, с целью укрепления отношений между королевствами Кастилия и Франция. Жуан Афонсу, сеньор Альбукерке, присутствовал на церемонии бракосочетания 3 июня 1353 года в коллегиальной церкви Санта-Мария-ла-Майор в Вальядолиде.

## Опала и смерть
Политика Альбуркерке, благоприятствовавшая союзу с Францией, вкупе с его чрезмерным влиянием в делах королевского двора, в конце концов отдалили его от короля, который начал подумывать о сближении с Англией. Опасаясь королевского гнева, Альбукерке удалился в свои владения в Эстремадуре, а затем вернулся в Португалию. Король Педро заменил людей, которые были ближе всего к Альбукерке, родственниками и друзьями своей фаворитки Марии де Падильи.
Именно в это время, что сеньор Альбукерке достиг соглашения с будущего королем Энрике II Кастильским, который сформировал коалицию с другими дворянами, чтобы бороться против своего сводного брата, короля Педро I. Согласно хронике Перо Лопес де Айала, «он познакомился с Доном Энрике и с великим магистром ордена Сантьяго Фадрике, и три из них достигли соглашения», после чего они поехали в Альбуркерке, разорили земли Бадахоса и заняли Сьюдад-Родриго.
Через несколько дней после успешного захвата мятежниками Медины-дель-Кампо Жуан Афонсо де Альбукерке внезапно скончался в этом городе в 1354 году, скорее всего, отравленный, по словам Перо Лопеса де Айала, врачом по приказу короля Педро I, который дал ему ядовитое зелье.

## Погребение

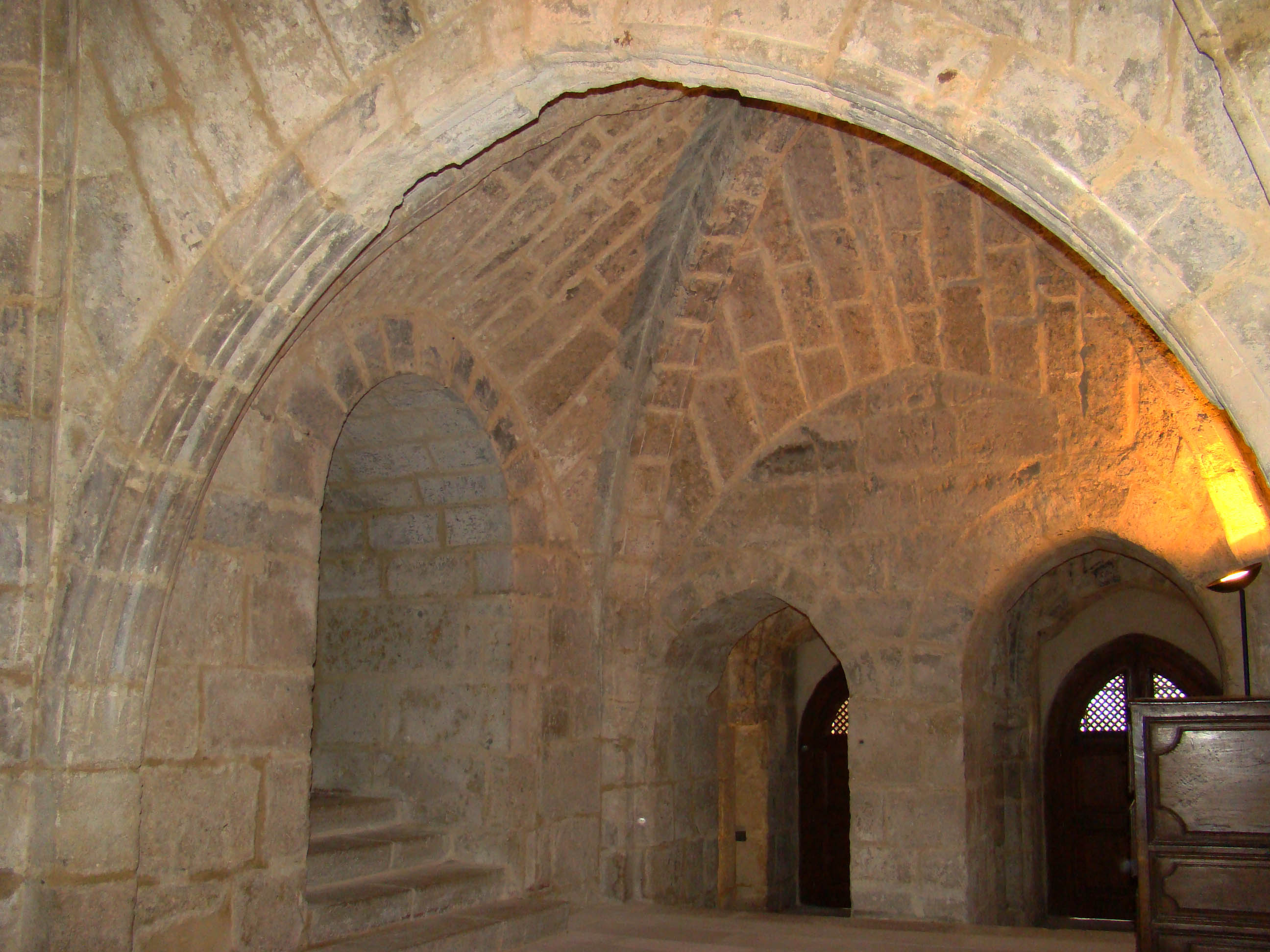
Монастырь Санта-Мария-де-ла-Санта-Эспина в Кастрамонте, где был похоронен Жуан Афонсу де Альбуркерке.

После его смерти противники короля пронесли его гроб по всему королевству и не хоронили его до тех пор, пока король Педро I не потерпел поражение. Его последним пристанищем стал монастырь Санта-Мария-де-ла-Санта-Эспина в провинции Вальядолид, где впоследствии были похоронены его жена и их единственный сын.

## Брак и дети
В 1323—1324 годах Жуан Афонсу женился на своей кузине Изабель Теллеш де Менесес (? — после 1380), 10-й сеньоре де Менесес, дочь Тельо Альфонсо де Менесеса и Марии Португальской, внучки короля Афонсу III Португальского. От этого брака родился один сын:
- Мартин Жил де Альбуркерке (ок. 1325—1365), 7-й сеньор де Альбуркерке (1354—1365). Стал сеньором Альбуркерке после смерти своего отца и был аделантадо Мурсии[2] . Он был казнен по приказу Педро Жестокого в 1365 году и похоронен в том же монастыре, что и его родители[18] . Его смерть положила конец главной линии этого рода, и его поместья в Испании были включены Педро I в состав коронного домена[16][19].

У Жуана Афонсо де Альбукерке было несколько внебрачных детей от Марии Родригес Барба, дочери Руя Мартинса Барба и Ирии Мартинс Алардо:
- Фернандо Афонсо де Альбуркерке (ок. 1327—1387), сеньор де Вила-Нова-де-Ансуш и магистр ордена Сантьяго.
- Беатрис Афонсо де Альбукерке, жена Жуана Афонсу Теллеш (? — 1385), брата королевы Леонор Теллеш, 6-го графа де Барселуш и адмирала Португалии, погибшего в битве при Алжубарроте[21].
- Мария Афонсо де Альбукерке, жена Гонсало Теллеша де Менесеса (? — 1403), 1-го графа де Нейва и сеньора де Фария, брата мужа её сестры Беатрис[22].

У него был еще один сын от Марии Жил:
- Педро Жил де Альбукерке.